# Krásné
Krásné är en ort i Tjeckien.   Den ligger i regionen Pardubice, i den centrala delen av landet, 100 km öster om huvudstaden Prag. Krásné ligger 599 meter över havet och antalet invånare är 145.
Terrängen runt Krásné är varierad. Krásné ligger uppe på en höjd. Runt Krásné är det ganska glesbefolkat, med 45 invånare per kvadratkilometer. Närmaste större samhälle är Chrudim, 14,8 km norr om Krásné. I omgivningarna runt Krásné växer i huvudsak blandskog.